# تشارلي وارد
تشارلي وارد (بالإنجليزية: Charlie Ward) مواليد 12 أكتوبر 1970 في توماسفيل، هو لاعب كرة سلة أمريكي سابق أصبح مدرباً بدأ مسيرته الاحترافية في سنة 1994 وحمل الرقم 21 و17. يبلغ طوله 6 قدم 2 بوصة (1.9 م). اعتزل اللعب في 2005.

## فرق لعب لها
- نيويورك نيكس
- سان أنطونيو سبرز
- هيوستن روكتس

## روابط خارجية
- تشارلي وارد على موقعبيزبول رفرنس.كوم (الدوري الثانوي) (الإنجليزية)
- تشارلي وارد على موقع إن بي أي (الإنجليزية)
- تشارلي وارد على موقع سبورتس رفرنس (الإنجليزية)
- تشارلي وارد على موقع كرة السلة الأوروبية.كوم (الإنجليزية)
- تشارلي وارد على موقع كلية كرة السلة في سبورتس رفرنس.كوم (الإنجليزية)
- تشارلي وارد على موقع ريلجم (الإنجليزية)
- تشارلي وارد على موقع بروبوليرز (الإنجليزية)
- تشارلي وارد على موقع سبورتس رفرنس (الإنجليزية)
- تشارلي وارد على موقع كلية كرة القدم في سبورتس رفرنس.كوم (الإنجليزية)
- تشارلي وارد على موقع قاعة فلوريدا للمشاهير الرياضية (الإنجليزية)